# Krista Guloien

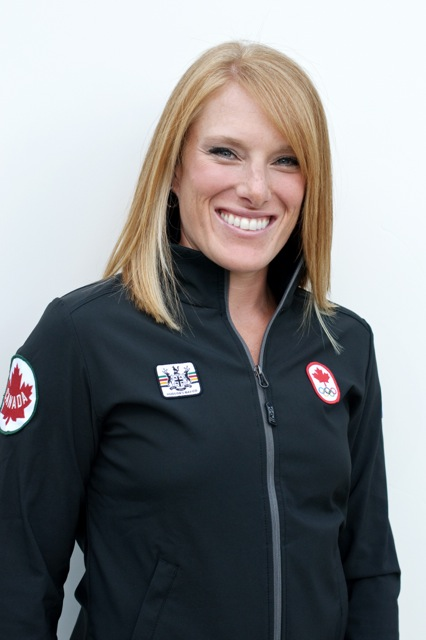
Krista Guloien 2013

Krista Guloien (* 20. März 1980 in New Westminster) ist eine kanadische Ruderin.
Die 1,77 Meter große Guloien studierte an der Simon Fraser University Kriminologie und begann während des Studiums mit dem Rudersport. Seit ihrem Studienabschluss trainiert sie beim Western Rowing Club in London, Ontario.
Guloien begann als Riemen-Ruderin, trat aber 2007 und 2008 als Skull-Ruderin an und wechselte nach den Olympischen Spielen 2008 in Peking, wo sie mit dem Doppelvierer den achten Platz belegt hatte, zurück zum Riemen-Rudern. Mit dem kanadischen Achter gewann sie bei den Weltmeisterschaften 2010 und 2011 jeweils die Silbermedaille hinter dem Boot aus den USA, genau wie bei den Olympischen Spielen 2012. In Abwesenheit der US-Ruderinnen erruderte Guloien 2012 mit dem Achter in München ihren zweiten Weltcupsieg, nachdem sie 2010 in Bled zusammen mit Ashley Brzozowicz den Zweier ohne gewonnen hatte.

## Endkampfplatzierungen
(OS=Olympische Spiele, WM=Weltmeisterschaften)
- WM 2005: 5. Platz im Vierer ohne Steuerfrau (Lindsay Forget, Nathalie Maurer, Krista Guloien, Cristin McCarthy)
- WM 2007: 5. Platz im Doppelvierer (Rachelle de Jong, Janine Hanson, Krista Guloien, Anna-Marie de Zwager)
- WM 2009: 6. Platz im Achter (Sarah Bonikowsky, Jane Thornton, Romina Stefancic, Ashley Brzozowicz, Lauren Hutchins, Larissa Lagzdins, Krista Guloien, Peggy DeVos und Steuerfrau Lesley Thompson)
- WM 2010: 2. Platz im Achter (Emma Darling, Cristy Nurse, Janine Hanson, Rachelle de Jong, Krista Guloien, Ashley Brzozowicz, Darcy Marquardt, Andréanne Morin und Lesley Thompson)
- WM 2010: 5. Platz im Zweier ohne Steuerfrau (Krista Guloien, Andréanne Morin)
- WM 2011: 2. Platz im Achter (Janine Hanson, Rachelle Viinberg, Natalie Mastracci, Cristy Nurse, Krista Guloien, Ashley Brzozowicz, Darcy Marquardt, Andréanne Morin und Lesley Thompson)
- OS 2012: 2. Platz im Achter (Janine Hanson, Rachelle Viinberg, Krista Guloien, Lauren Wilkinson, Natalie Mastracci, Ashley Brzozowicz, Darcy Marquardt, Andréanne Morin und Lesley Thompson)